# 巴里·希爾曼
巴里·希爾曼（Barry Sheerman，1940年8月17日—）是一位英格蘭政治人物，他的黨籍是工黨。他在1979年至2024年間擔任哈德斯菲爾德選區英國下議院議員。他曾就讀於倫敦政治經濟學院和倫敦大學。